# مردم شناسی خراسان جنوبی
به مشخصات مردم ساکن در استان خراسان جنوبی مردم شناسی می گویند. جمعیت مردم استان طی سرشماری سال ۱۳۹۵ بیش از ۷۶۸ هزار نفر بوده است.

## اقوام
اقوام حاضر در خراسان جنوبی شامل اعراب فارس ها و بلوچ ها میشود.اکثر مردم را فارس ها تشکیل می دهند و اقلیت کوچکی را هم بلوچ ها و اعراب تشکیل می دهند. 

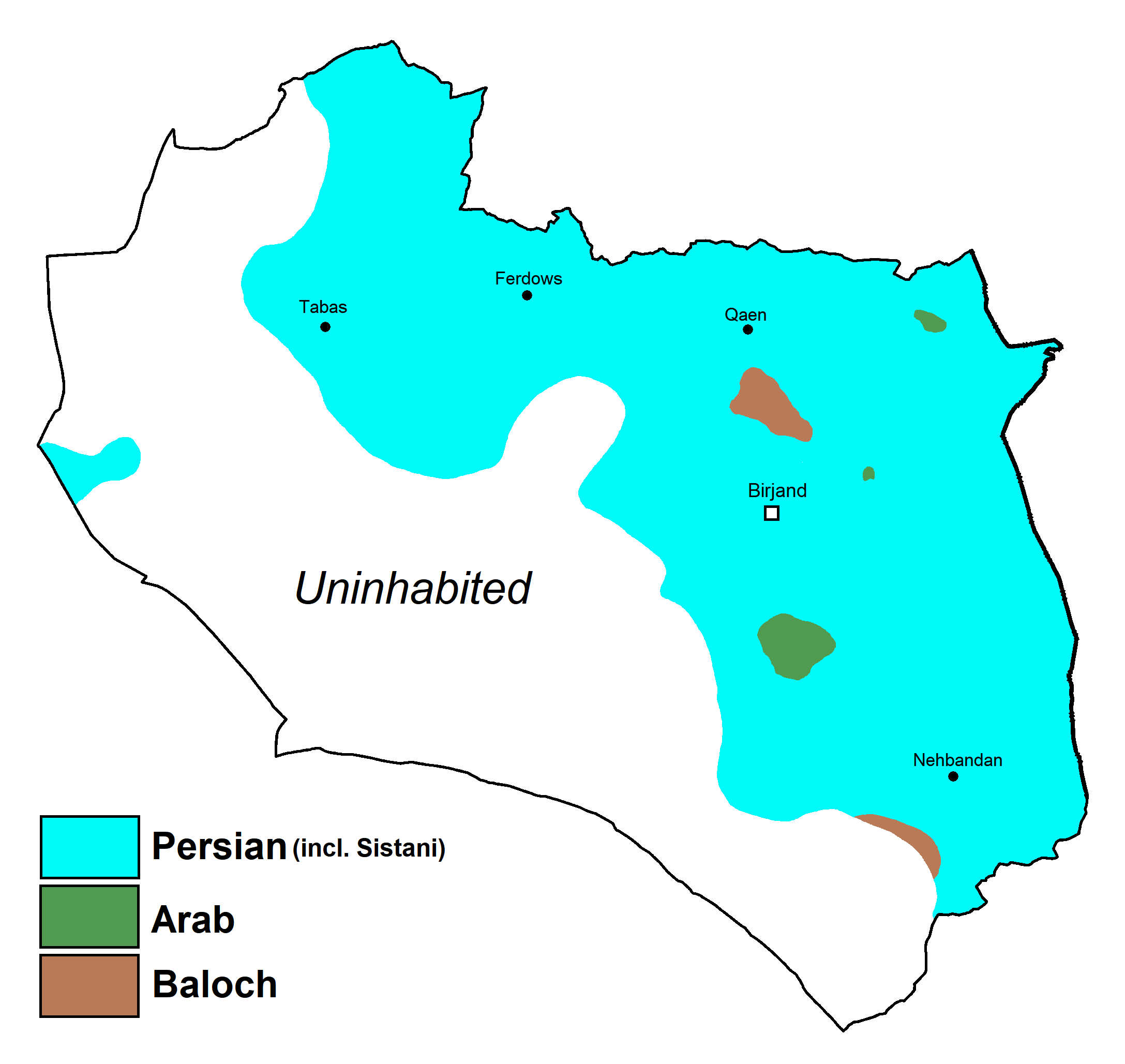
پراکنش جمعیتی اقوام در استان خراسان جنوبی

میزان پراکندگی اقوام به شرح زیر است:
نظرسنجی سال ۱۳۸۹
طی پژوهشی که به سفارش شورای فرهنگ عمومی در سال ۱۳۸۹ انجام شد و براساس یک بررسی میدانی و یک جامعه آماری از میان ساکنان ۲۸۸ شهر و حدود ۱۴۰۰ روستای سراسر کشور، درصد اقوامی که در این نظر سنجی نمونه‌گیری شد در این استان به قرار زیر بود:
| اقوام استان خراسان جنوبی | اقوام استان خراسان جنوبی | اقوام استان خراسان جنوبی | اقوام استان خراسان جنوبی | اقوام استان خراسان جنوبی |
| ------------------------ | ------------------------ | ------------------------ | ------------------------ | ------------------------ |
| قومیت                    | قومیت                    |                          | درصد                     | درصد                     |
| فارسی‌زبان                | فارسی‌زبان                |                          | ۹۹٫۳٪                    | ۹۹٫۳٪                    |
| بلوچ                     | بلوچ                     |                          | ۰٫۶٪                     | ۰٫۶٪                     |
| عرب زبان                 | عرب زبان                 |                          | ۰٫۱٪                     | ۰٫۱٪                     |

## مذهب
استان خراسان جنوبی یکی از سرزمین‌های امروزی ایران است که تا حد زیادی نمایانگر ساختار قومی ایران است. اکثر مردم خراسان جنوبی را شیعیان هستند که غالباً فارس ها، اعراب و  برخی از بلوچ ها و غیره هستند، اگرچه اقلیتی از فارس ها و بخشی از  بلوچ ها هم اهل سنت هستند.
| دین مردم خراسان جنوبی | دین مردم خراسان جنوبی | دین مردم خراسان جنوبی | دین مردم خراسان جنوبی | دین مردم خراسان جنوبی |
| --------------------- | --------------------- | --------------------- | --------------------- | --------------------- |
|                       |                       |                       |                       |                       |
| شیعه                  | شیعه                  |                       | ۹۱٫۵٪                 | ۹۱٫۵٪                 |
| سنی                   | سنی                   |                       | ۸٫۵٪                  | ۸٫۵٪                  |

## جمعیت شناسی
جمعیت خراسان جنوبی طی سرشماری سال ۱۳۹۵ ،      ۷۶۸،۸۹۸ نفر اعلام شد. جمعیت خراسان جنوبی جمعیت جوانی است اما با توجه به کاهش موالید در دهه آخر به سمت میانسالی در حرکت است. این استان بعد از سیستان و بلوچستان ، بالاترین نرخ ولادت و نرخ باروری کشور را دارد. به همین دلیل از جوان ترین و دارای یکی از بالاترین نرخ رشد های جمعیت در بین استان ها است. در بین شهرستان ها پر جمعیت ترین و متراکم ترین شهرستان، بیرجند و کمترین جمعیت مربوط به بشرویه است. نتایج جمعیتی سرشماری های اخیر در استان به شرح زیر است: